# Zwickauer SC
Zwickauer SC was een Duitse voetbalclub uit de stad Zwickau, Saksen.

## Geschiedenis
De club werd in 1902 opgericht en sloot zich aan bij de Midden-Duitse voetbalbond. Vanaf 1913 speelde de club in de competitie van West-Saksen, die het al meteen won. Hierdoor plaatste de club zich voor de Midden-Duitse eindronde. Na een overwinning op Konkordia Plauen verloor de club van Chemnitzer BC.
Na de Eerste Wereldoorlog behaalde de club een nieuwe titel, maar werd in de eindronde nu met 6:0 meteen uitgeschakeld door VfB Leipzig. Een volgende titel volgde pas in 1923/24. In de eindronde begon de club sterk met een 14:1 overwinning op VfL Schneeberg en kon daarna ook nog met 1:1 standhouden tegen het grote SpVgg 1899 Leipzig, maar moest zich in de terugwedstrijd met 3:7 gewonnen geven. De volgende seizoenen speelde de club geen rol van betekenis meer tot een vierde titel gewonnen werd in 1931/32. FC Viktoria 1903 Zerbst stopte de club meteen in de eerste ronde van de eindronde. Het volgende seizoen werd de club slechts zevende.
In 1933 werd de competitie grondig geherstructureerd. De competities van de Midden-Duitse voetbalbond werden ontbonden en er kwam nu één competitie voor de regio, de Gauliga Sachsen, waarvoor de club zich niet kwalificeerde. Hierna speelde de club niet meer op het hoogste niveau.
Na de Tweede Wereldoorlog werd de club ontbonden en later heropgericht als SG Zwickau-Mitte. In 1949 richtten de spelers de nieuwe club Aktivist Zwickau op, dat tot 1968 zou bestaan om dan te fuseren tot Horch Zwickau.